# Ołeh Wepryk
Ołeh Ołeksijowycz Wepryk, ukr. Олег Олексійович Веприк (ur. 2 kwietnia 1983 w Iwano-Frankiwsku) – ukraiński piłkarz, grający na pozycji centralnego pomocnika.

## Kariera piłkarska

### Kariera klubowa
Wychowanek DJuSSz nr 3 w Iwano-Frankiwsku, a potem UFK Lwów. Rozpoczął karierę piłkarską w klubie Karpaty Lwów. Przeszedł drogę od trzeciej do pierwszej drużyny. 7 maja 2002 zadebiutował w podstawowej jedenastce Karpat. Po wygaśnięciu kontraktu w 2006 powrócił do Iwano-Frankiwsku, gdzie bronił barw miejscowego Spartaka Iwano-Frankiwsk. Następnie występował w MFK Mikołajów. W lipcu 2008 przeszedł do klubu Krymtepłycia Mołodiżne. Latem 2009 powrócił do Iwano-Frankiwska, gdzie został piłkarzem amatorskiego zespołu Karpaty Jaremcze. W 2011 grał w drużynie Karpaty Kołomyja, a potem zasilił skład Prykarpattia Iwano-Frankiwsk. Po rozformowaniu iwano-frankowskiego klubu na początku 2012 powrócił do Karpat Jaremcze, a potem przeniósł się do Karpat Kołomyja. Od 2014 grał w amatorskich zespołach FK Perehińsko, FK Kałusz, Nika Iwano-Frankiwsk, Hal-Wapno Halicz. W 2017 został piłkarzem Tepłowyka Iwano-Frankiwsk, który potem zmienił nazwę na Prykarpattia. 28 czerwca 2019 po wygaśnięciu kontraktu opuścił Prykarpattia.

## Sukcesy i odznaczenia

### Sukcesy klubowe
- wicemistrz Pierwszej lihi Ukrainy: 2006
- półfinalista Pucharu Ukrainy: 2006